# Kurt Sturzenegger
Kurt Sturzenegger (St. Gallen, 22 oktober 1949) is een Zwitsers componist, muziekpedagoog en trombonist.

## Levensloop
Sturzenegger studeerde trombone, piano en muziektheorie aan het Conservatoire de musique de Genève in Genève. In 1972 is hij afgestudeerd met het concert-diploma voor trombone. Sinds 1974 is hij bastrombonist bij het Orchestre de la Suisse Romande in Genève. Eveneens is hij professor voor kamermuziek en contrapunt aan het Conservatoire de musique de Genève in Genève.  
Als componist schreef hij werken voor harmonieorkest en veel kamermuziek. 

## Composities

### Werken voor harmonieorkest
- 1982 Sa Mejesté la Fanfare, mars
- 1984 A la Hauteur des Basses, voor vier tuba's en harmonieorkest
- 1985 Polonaise de Fête
- 1985 Réverie alpestre, voor alphoorn en harmonieorkest
- 1986 Larghetto, voor hoorn en harmonieorkest
- 1987 Valse de Concert, voor twee eufonia en harmonieorkest
- 1992 Intrada
- Paradis des Montagnes, voor alphoorn en harmonieorkest

### Kamermuziek
- 1998 10 Noëls, voor vier hoorns
- 1998 Ballade, voor hoorn en piano
- 1998 Fantaisie, voor trompet en piano
- 1998 Ricercar, voor koperkwintet
- 1999 Danses anglaises (Old English dances), voor trombonekwartet
- 1999 Encyclopédie de l'opéra, voor koperkwintet
- 4 Fanfares, voor koperkwintet
- 7 Trios uit de 16e-18e eeuw, voor 3 trombones
- 8 trios et Quartette, voor alphoorns
- 8 Posaunenquartette, voor trombonekwartet
- 10 Duos, voor trompet, eufonium en piano
- 11 Trios, voor trompet, hoorn en trombone
- 12 Duetten van oude meesters, voor twee trombones
- 31 Duos faciles, voor trompet en eufonium
- Acht Posaunenquartette, voor trombonekwartet
- B.A.C.H. Fantaisie, voor trombone (verplicht werk voor tenor-trombone bij het Concours International "Prestige des cuivres" in 1999 in het Dominicanenkooster van Guebwiller/Zwitserland)
- Bagatelles, voor vier trompetten
- Bläsermusik aus Renaissance und Barock, voor trombonekwartet
- Choral-Partita, voor trombonekwartet
- Méditation, voor koper-ensemble en orgel
- Traditional Carols, voor 4 trompetten, hoorn, 4 trombones, tuba en pauken
- Tubarium, voor twee euphonia en twee tuba's

### Werken voor piano
- The Matthew's Twenty Years Ragtime, voor piano vierhandig

- Bibsys: 5039344
- Gemeinsame Normdatei: 134533968
- International Standard Name Identifier: 0000 0001 1595 1755
- Library of Congress Control Number: n81100412
- Nederlandse Thesaurus van Auteursnamen: 371428750
- Système universitaire de documentation: 166043109
- Virtual International Authority File: 11172941
- WorldCat: E39PBJkMMFg4YvfvwBmqMphyh3